# Liste des députés européens de Lettonie de la 9e législature

Cet article présente la liste des députés européens de Lettonie  élus lors des élections européennes de 2019 en Lettonie.

## Députés européens élus en 2019
| Nom                | Parti | Parti                               | Groupe parlementaire européen | Portrait |
| ------------------ | ----- | ----------------------------------- | ----------------------------- | -------- |
| Andris Ameriks     |       | Parti social-démocrate « Harmonie » | S&D                           |          |
| Valdis Dombrovskis |       | Unité                               | PPE                           |          |
| Ivars Ijabs        |       | Développement/Pour !                | Renew Europe                  |          |
| Sandra Kalniete    |       | Unité                               | PPE                           |          |
| Dace Melbārde      |       | Alliance nationale                  | CRE                           |          |
| Nils Ušakovs       |       | Parti social-démocrate « Harmonie » | S&D                           |          |
| Tatjana Ždanoka    |       | Union russe de Lettonie             | Verts/ALE                     |          |
| Roberts Zīle       |       | Alliance nationale                  | CRE                           |          |

## Entrants et sortants
| Entrant      | Parti              | Groupe | En remplacement de | Date        | Motif     |
| ------------ | ------------------ | ------ | ------------------ | ----------- | --------- |
| Ansis Pūpols | Alliance nationale | CRE    | Dace Melbārde      | 14 mai 2024 | Démission |

## Changement d'affiliation
| Membre | Parti  | Parti   | Groupe | Groupe  | Date |
| Membre | Ancien | Nouveau | Ancien | Nouveau | Date |
| ------ | ------ | ------- | ------ | ------- | ---- |